# Mariä Himmelfahrt (Buggenhofen)

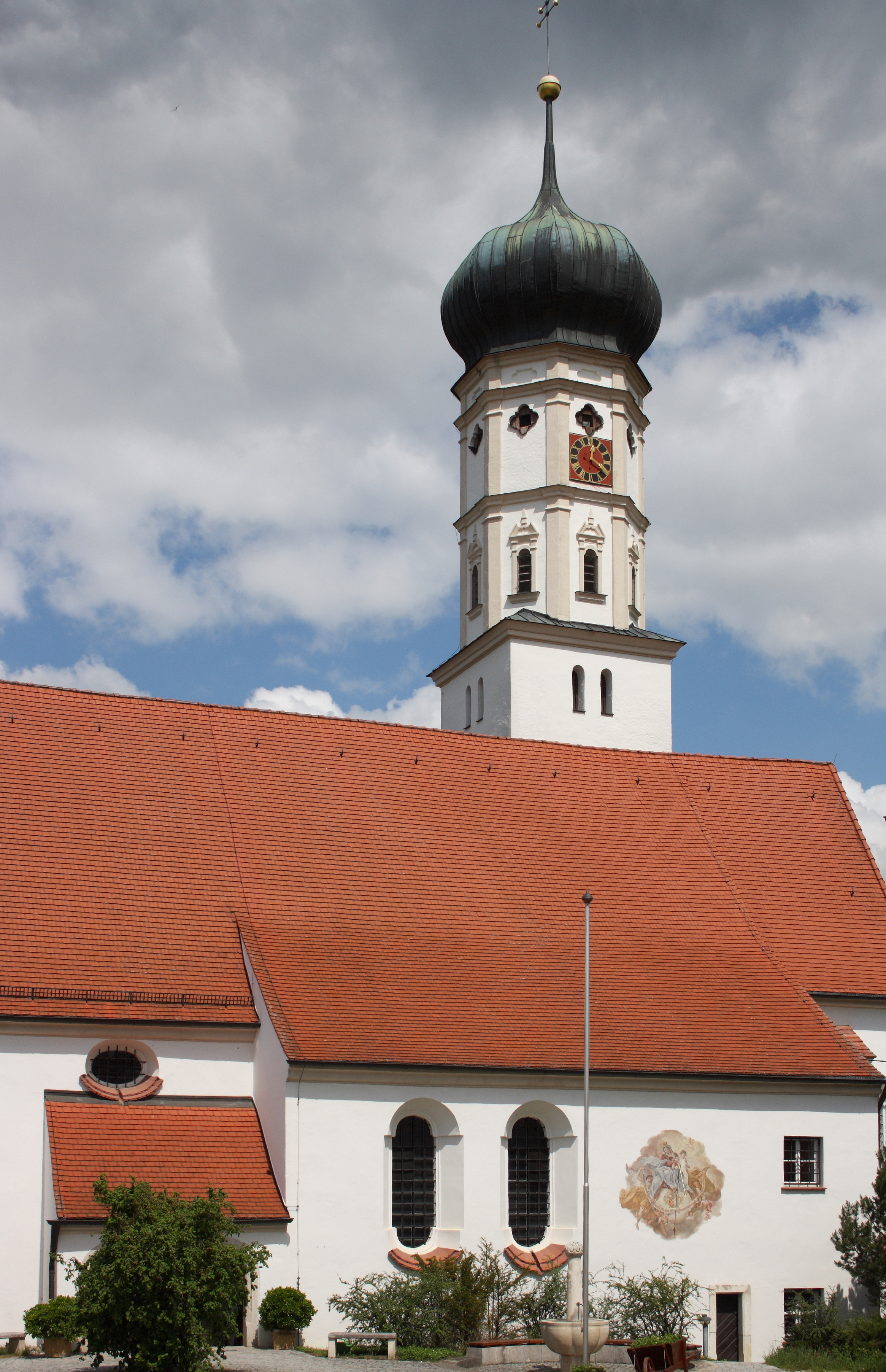
Wallfahrtskirche Mariä Himmelfahrt in Buggenhofen

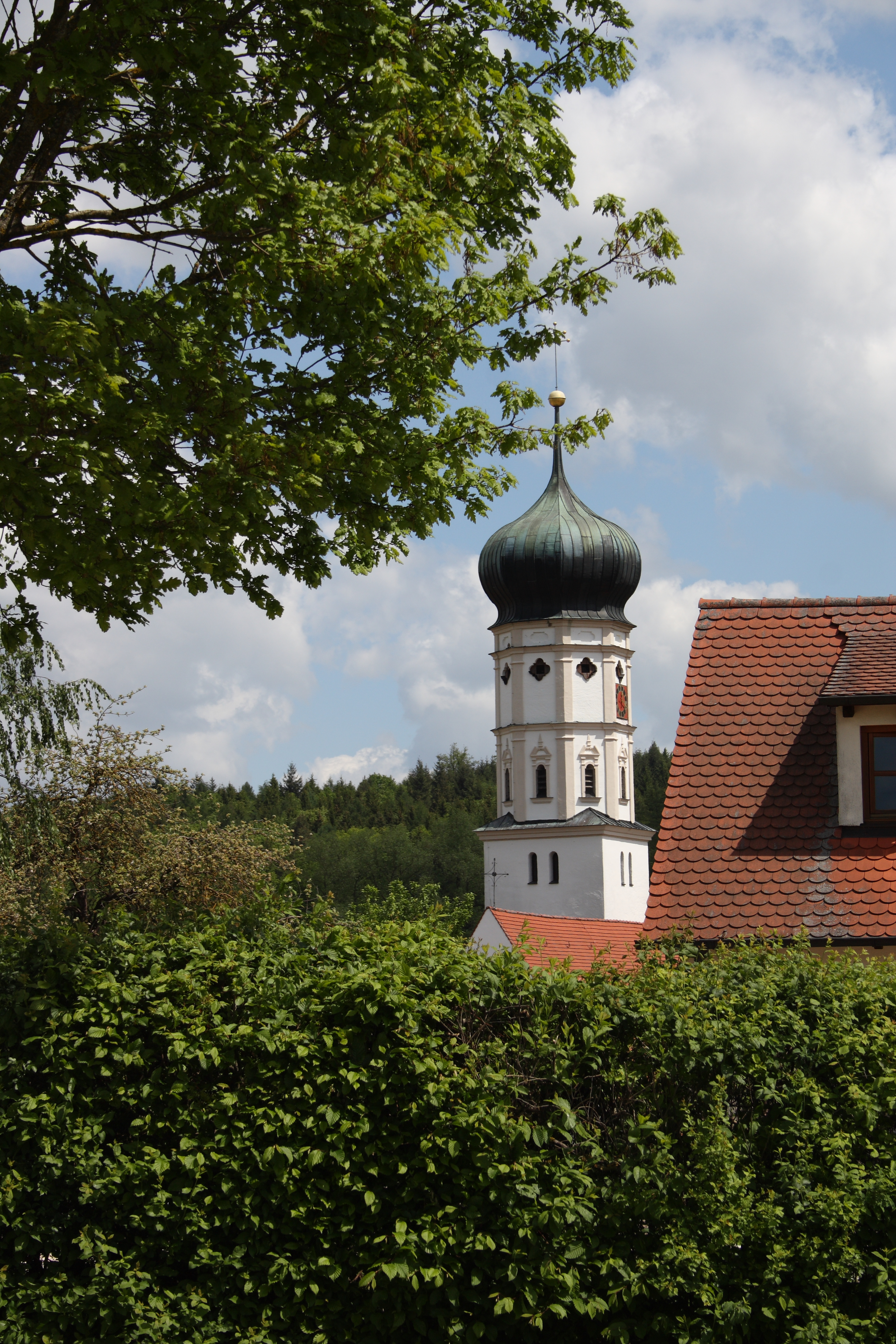
Zwiebelturm

Die römisch-katholische Wallfahrtskirche Mariä Himmelfahrt in Buggenhofen, einem Ortsteil von Bissingen im Landkreis Dillingen an der Donau im bayerischen Regierungsbezirk Schwaben, wurde im 15. Jahrhundert errichtet und Ende des 17. Jahrhunderts von Georg Danner umgebaut. In der Mitte des 18. Jahrhunderts erhielt die Kirche eine neue Ausstattung im Stil des Rokoko. Die der Mariä Himmelfahrt geweihte Kirche ist eine Filialkirche von Bissingen.

## Geschichte
Nach der 1610 verfassten Chronik von Georg Beck, Prior des Benediktinerklosters Heilig Kreuz in Donauwörth, fanden die Bewohner von Buggenhofen im Jahr 1471 in einem Gestrüpp einen Altar und ein geschnitztes Marienbild. Noch im gleichen Jahr legte der Abt von Heilig Kreuz, Johann Strehler, den Grundstein für die Wallfahrtskirche. 1487 stellte der Papst einen Ablass für die Wallfahrer zur Buggenhofener Kirche aus. Vermutlich wurde das Gebäude in dieser Zeit fertiggestellt.
Während des Dreißigjährigen Krieges wurde die Kirche dreimal geplündert und dabei ihrer Glocken, Fenster und Türen beraubt. In den Jahren 1678/80 wurden der Chor und wohl auch das Langhaus neu eingewölbt und im Norden und Süden des Langhauses die beiden Beichtkapellen angebaut. 1702/03 wurde der Turm erneuert. Zum dreihundertjährigen Wallfahrtsjubiläum ließ man 1768/70 den Innenraum vollständig erneuern. Mit der Stuckierung wurde Laurentin Hieber betraut, die Ausmalung übernahm Johann Baptist Enderle. 1906 erfolgte die Restaurierung des Innenraums. 1971 wurde die Kirche außen und 1972/74 innen renoviert. 2016 erfolgte eine Instandsetzung des Dachstuhls, von Juni 2018 bis März 2019 war die Kirche wegen dringender Sanierungsarbeiten geschlossen.

## Architektur

### Außenbau

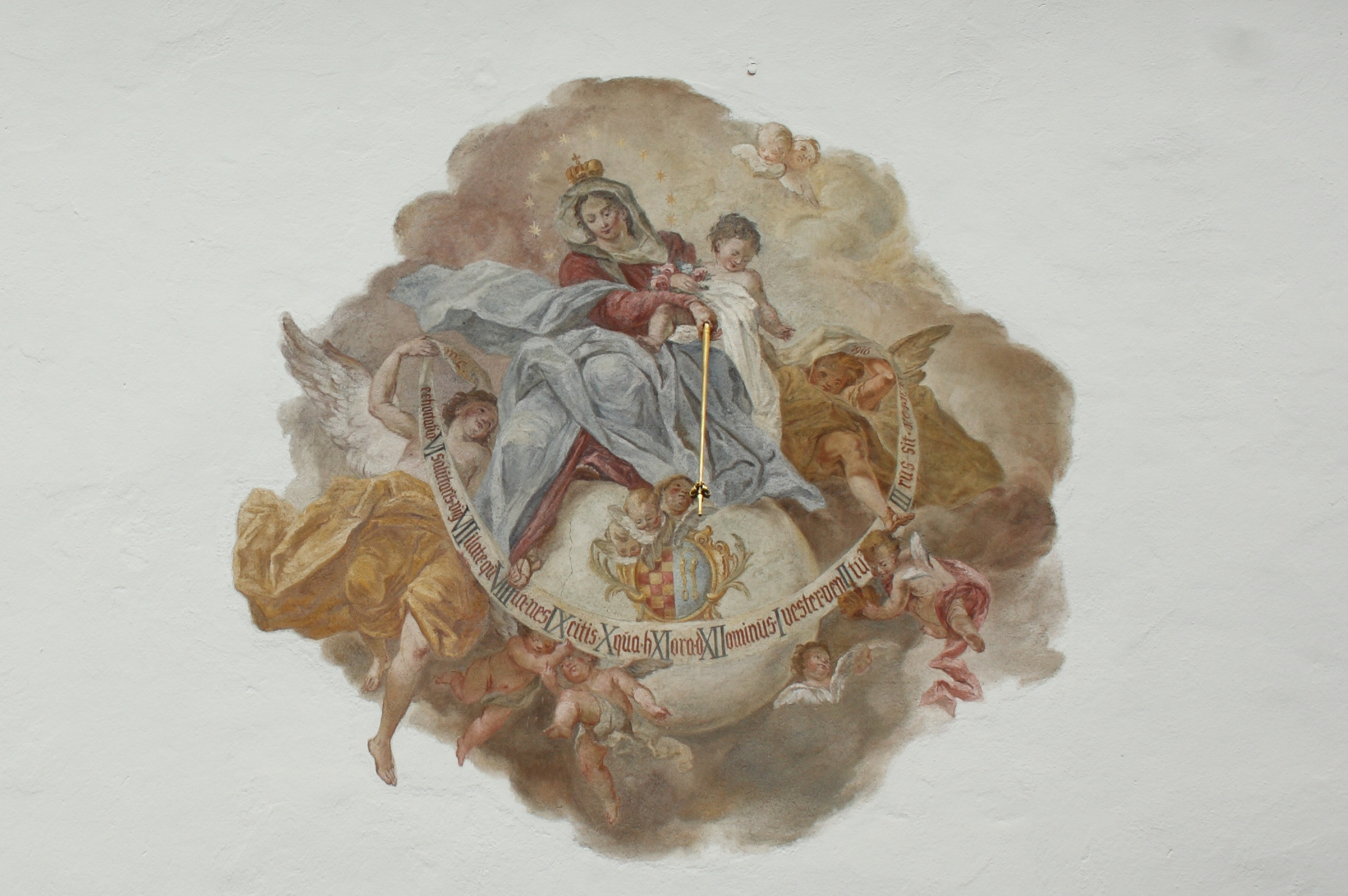
Sonnenuhr an der Südfassade

Die Kirche ist aus verputztem Bruchstein- und Ziegelmauerwerk im Turmoktogon errichtet. Im nördlichen Chorwinkel erhebt sich der siebengeschossige, von einer Zwiebelhaube gedeckte Turm mit quadratischem Unterbau und oktogonalem Aufbau. Der Unterbau ist von schmalen Öffnungen durchbrochen und besitzt im obersten Stockwerk auf allen vier Seiten zwei rundbogige Klangarkaden. Das zweigeschossige Turmoktogon wird von Gesimsen und Ecklisenen gegliedert. Die Schallöffnungen des unteren Geschosses werden von Putzpilastern und gesprengten Dreiecksgiebeln mit kleinen Pyramiden eingefasst. Im oberen Geschoss öffnen sich Vierpassfenster und in der Attikazone querovale Blendfelder. Auf den Ecken des zwischen Unterbau und Oktogon verlaufenden Gesimses standen ehemals Obelisken, die heute nicht mehr erhalten sind.
Die Außenmauer des Chores stützen fünf zweimal abgetreppte Strebepfeiler mit Pultdächern. Dem Haupteingang an der Südseite ist ein geschlossenes Vorzeichen vorgebaut.

### Innenraum

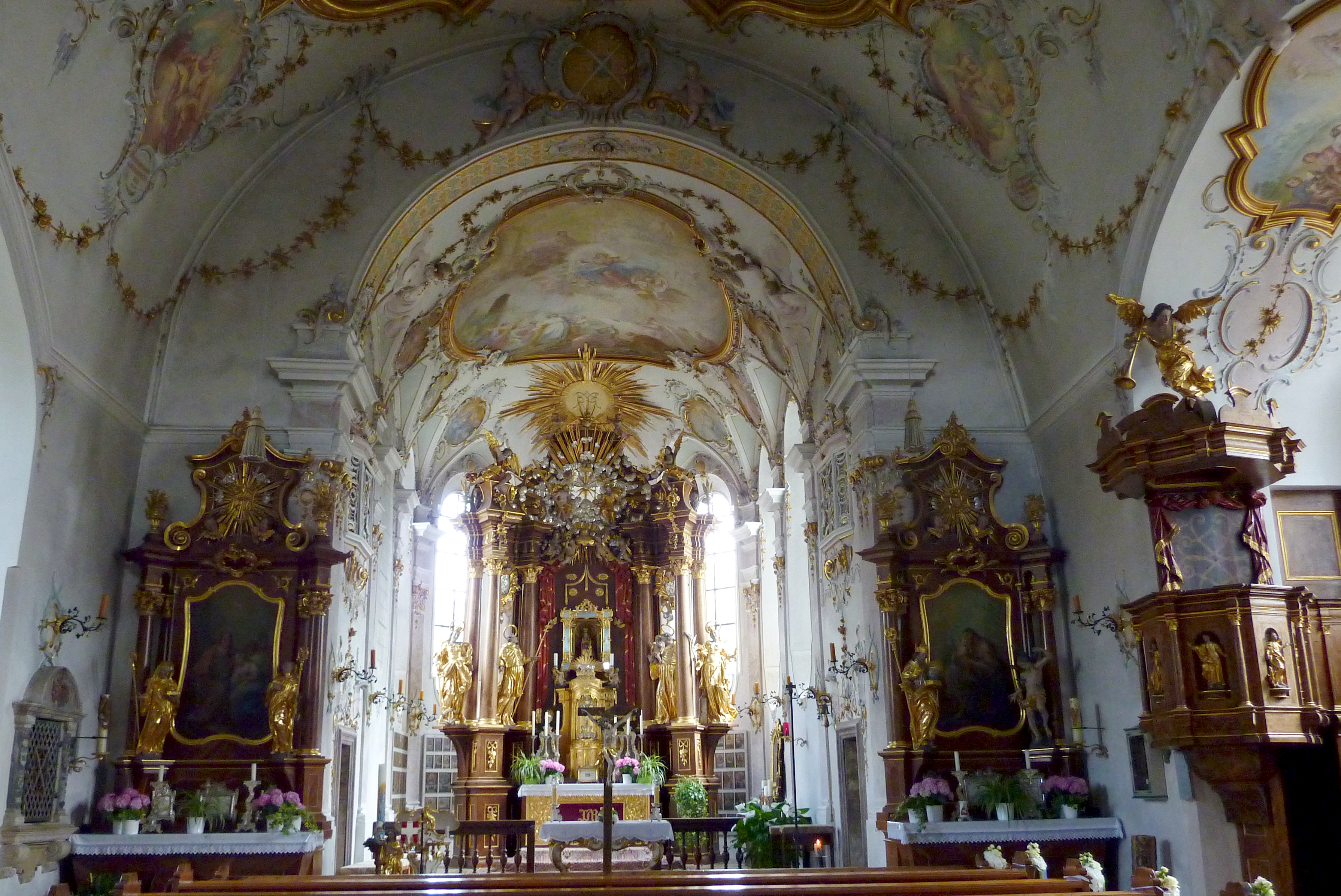
Seitenaltäre und Chor

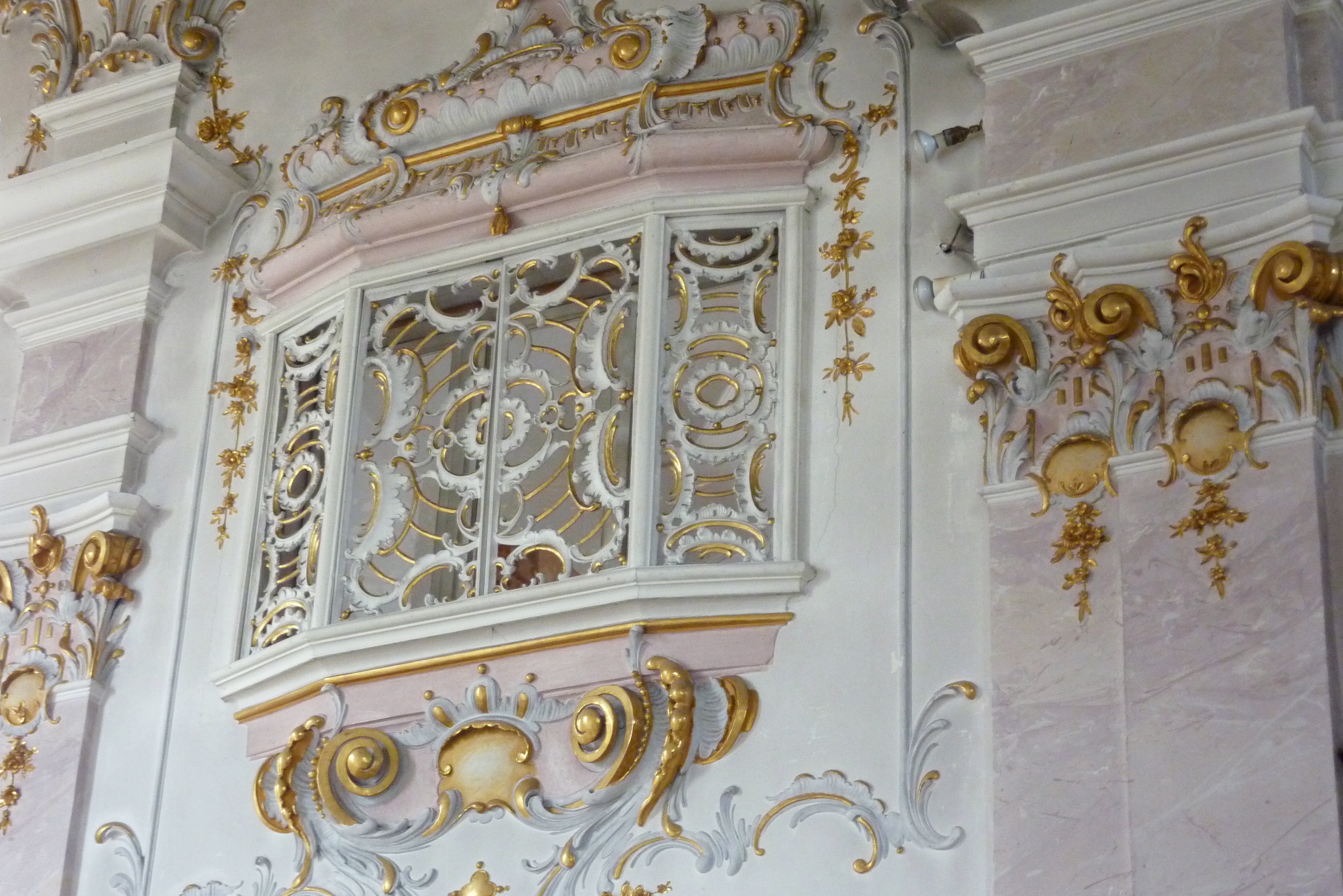
Oratorium

Das einschiffige Langhaus mündet im Osten in einen eingezogenen, dreijochigen, um eine Stufe erhöhten, dreiseitig geschlossenen Chor mit Tonnengewölbe und Stichkappen. An der Nord- und Südseite des Chors öffnet sich je ein Oratorium mit prächtigen, holzgeschnitzten Gittern. Flache Pilaster mit Kompositkapitellen und Gebälkstücken gliedern die Chorwände.
Das kreuzförmige Langhaus wird im Mittelteil von einer Längstonne gedeckt, die querschiffartig angebauten Beichtkapellen besitzen Quertonnen. Den westlichen Abschluss bildet eine auf zwei Holzpfeilern aufliegende Doppelempore.

## Stuck

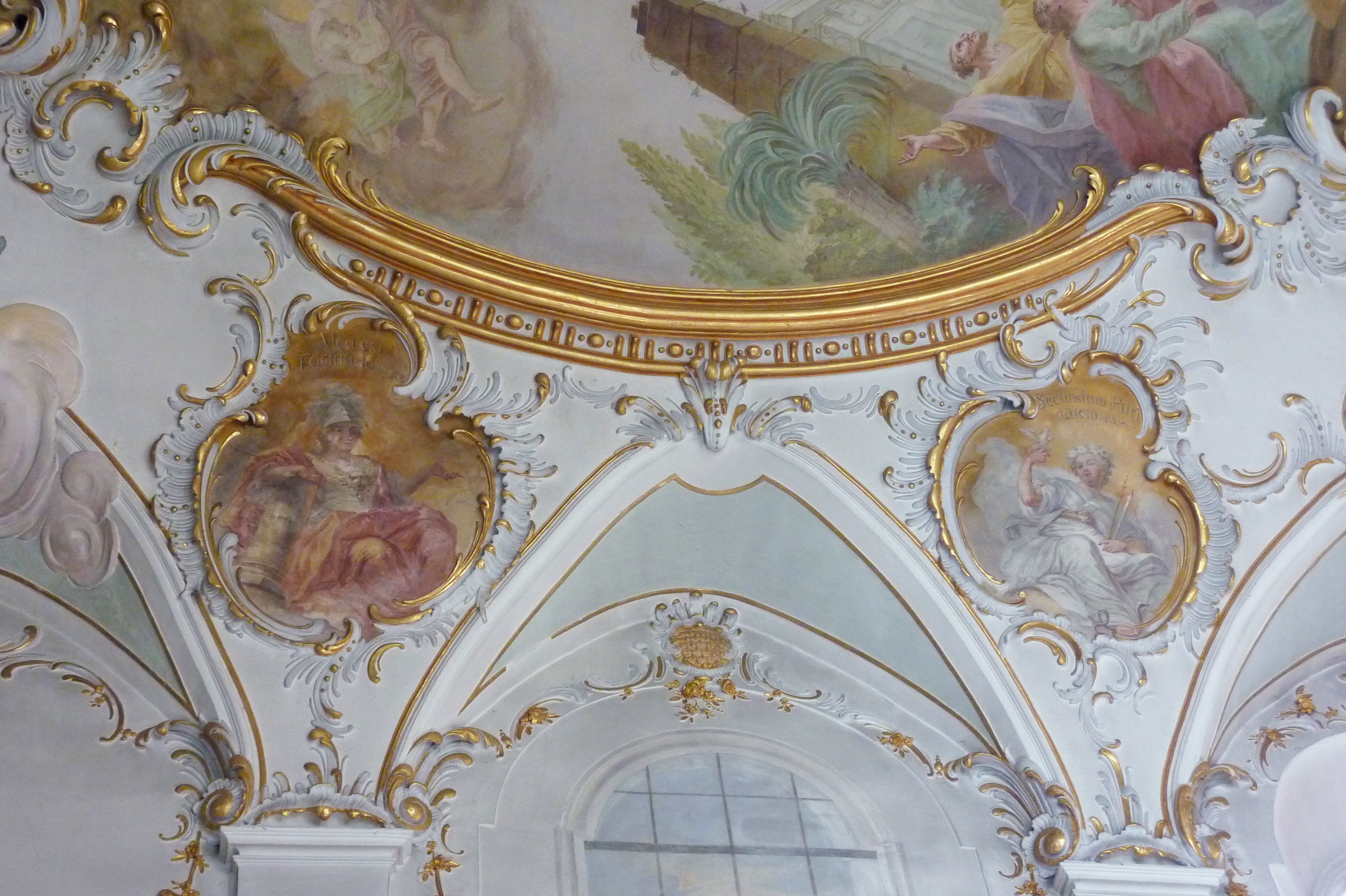
Stuckdekor im Chor

Die Deckenfresken von Chor und Langhaus werden von profilierten Stuckrahmen eingefasst. Stuckkartuschen umrahmen die kleineren Fresken mit den Darstellungen der Tugenden Marias, die durch Blütengirlanden miteinander verbunden sind. Über dem Chorbogen ist in einer Muschelwerkkartusche, von Engelsputten umgeben, das Wappen der Grafen von Oettingen, angebracht, den früheren Grundherren des Ortes.

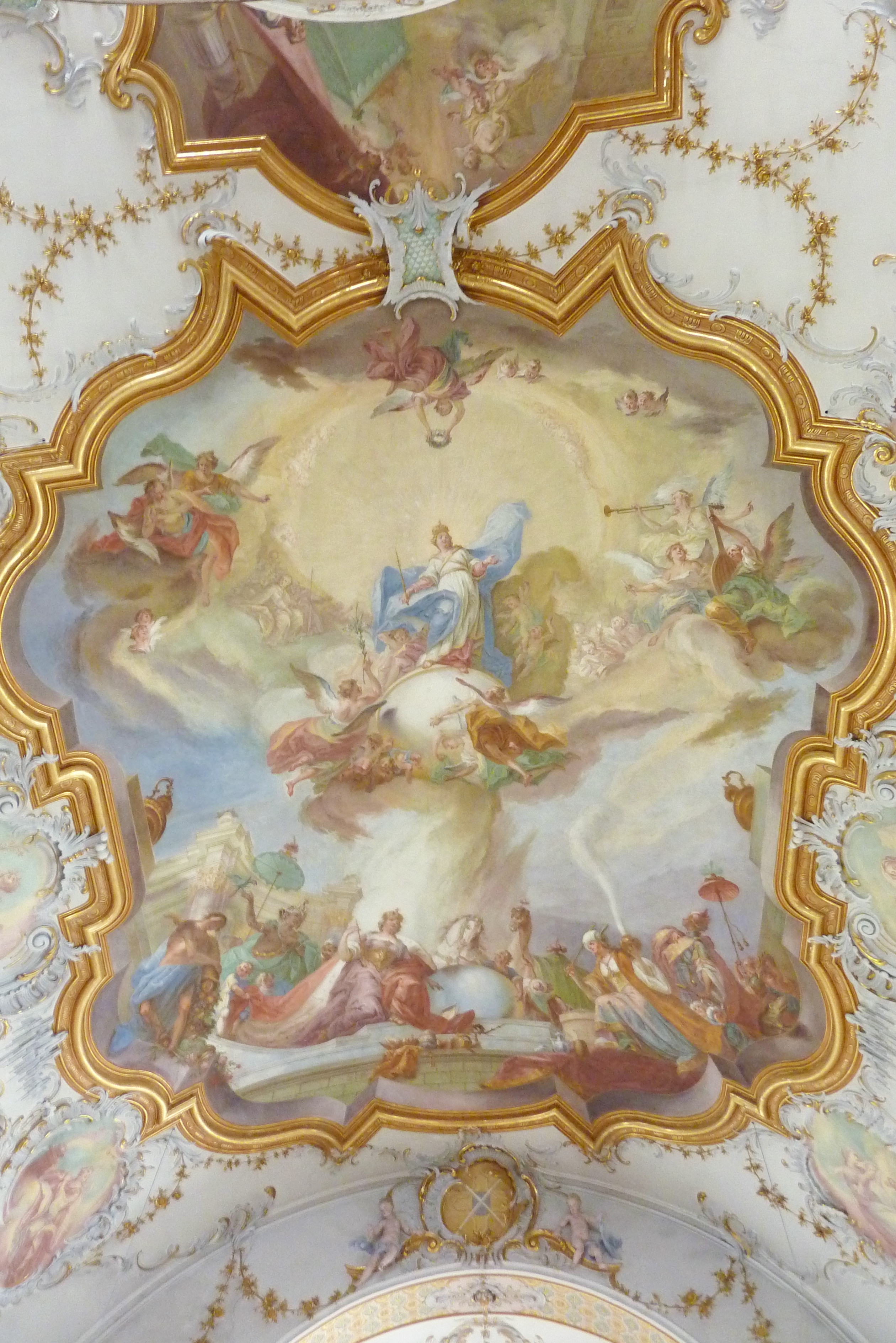
Langhausfresko, Marienkrönung

## Decken- und Wandmalerei
Das große Chorfresko stellt die Aufnahme Marias im Himmel dar. Thema des Langhausfreskos ist die Krönung Mariens, der die vier Erdteile huldigen. Die kleineren Bilder sind allegorische Darstellungen der Tugenden Marias wie Starkmut, Reinheit, Güte. Sie sind mit lateinischen Inschriften versehen und enthalten neben den Symbolen der christlichen Tugenden Glaube (Kelch und Hostie), Liebe (Herz), Hoffnung (Anker) Attribute aus den Lobpreisungen der Lauretanischen Litanei und andere Mariensymbole wie Spiegel, Arche oder Brunnen. Das Fresko der nördlichen Beichtkapelle zeigt die Auffindung des Gnadenbildes, das Fresko der südlichen Beichtkapelle seine Verehrung durch die Gläubigen mit der Wallfahrtskirche im Hintergrund.

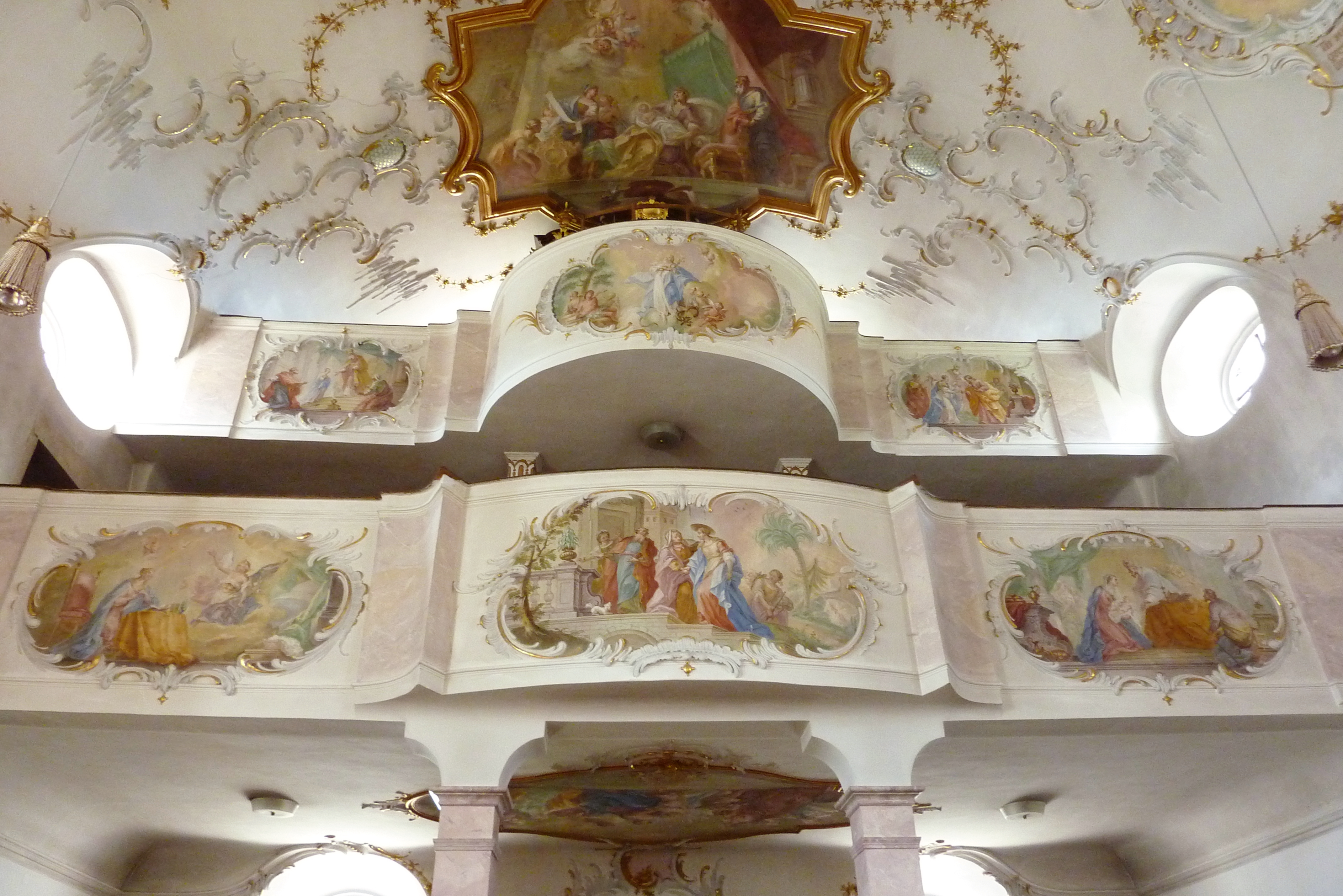
Doppelempore

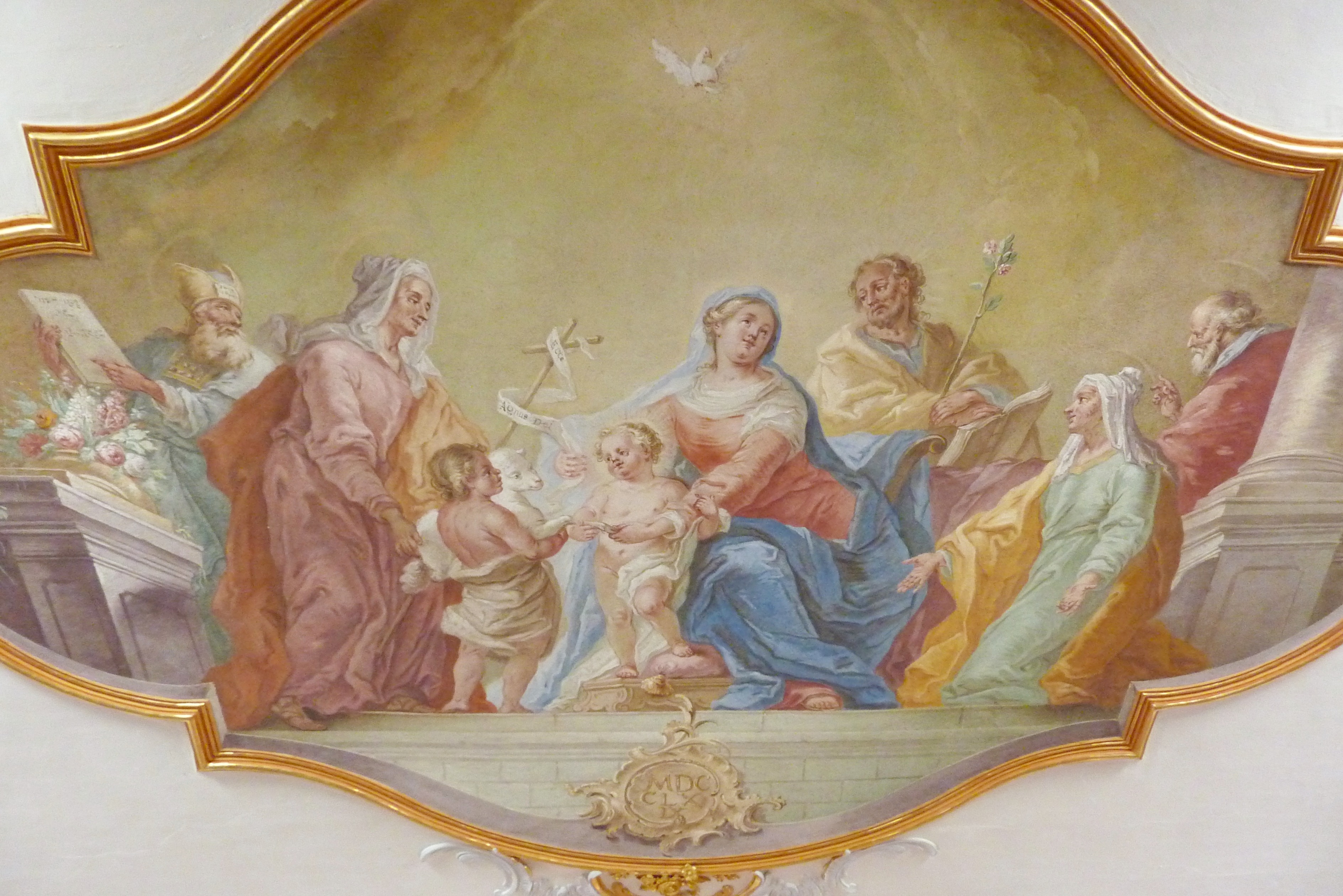
Heilige Sippe

Über der Orgelempore ist die Geburt Marias dargestellt und an der Decke der unteren Empore die Heilige Sippe und die Jahreszahl MDCCLXIX (1769). Das Deckenbild im südlichen Vorzeichen stellt die Anbetung der Hirten dar und trägt die Signatur: Joh. Enderle p. (Johann Enderle malte es).
Die Emporenbrüstungen sind mit Szenen aus dem Marienleben versehen, unten Mariä Verkündigung, Mariä Heimsuchung und Darstellung Jesu im Tempel. Die oberen Szenen stellen Mariä Tempelgang, Unbefleckte Empfängnis und die Vermählung Marias dar.

## Orgel
Der Orgelprospekt aus intarsiertem Holz ist mit Vasen besetzt. Er wurde 1730 von Franz Henle geschaffen.

## Ausstattung

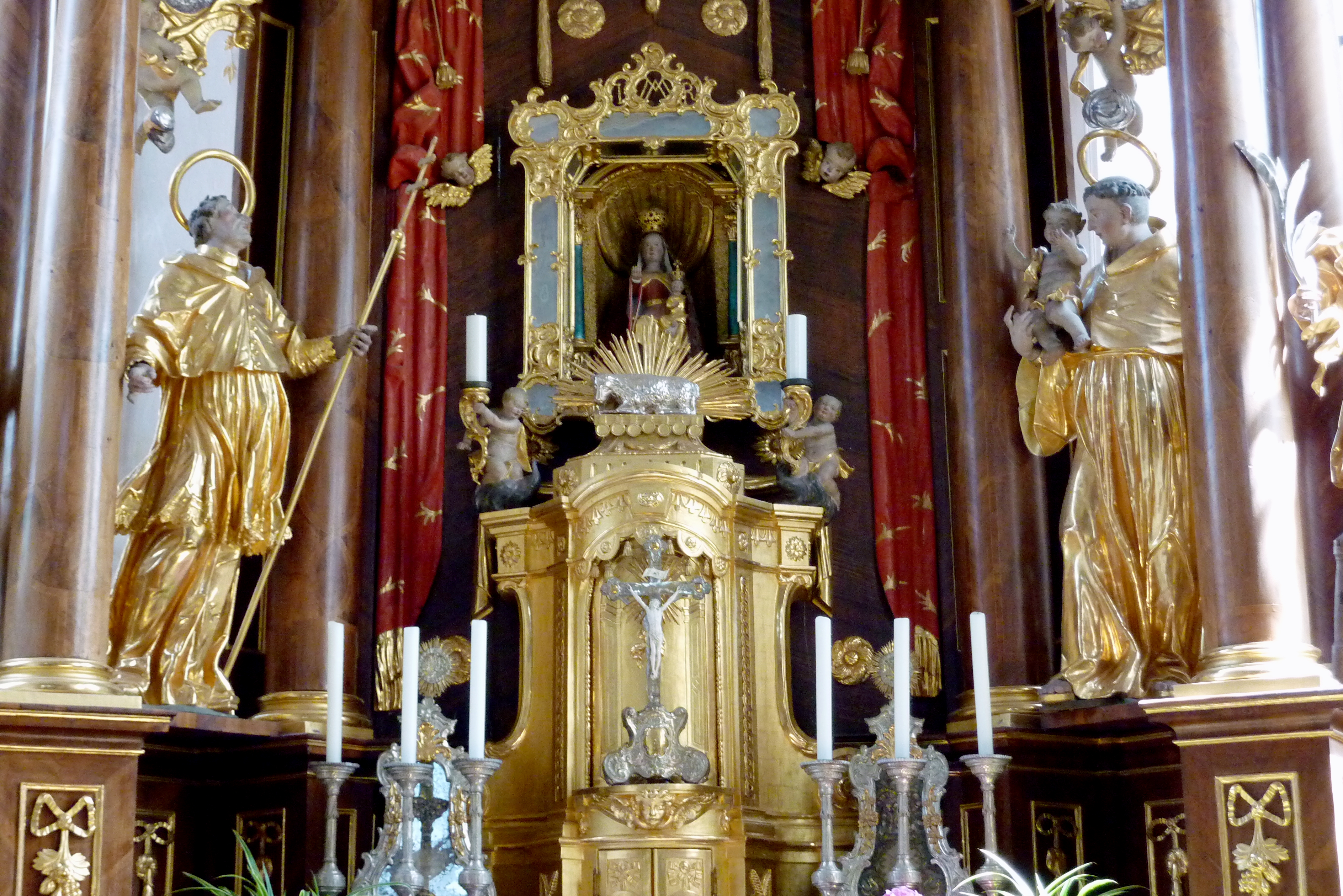
Hochaltar

- Der Hochaltar ist wie die Kanzel eine Arbeit von Franz Henle und Johann Georg Bschorer und wurde 1725 aufgestellt. In der Mitte steht das Gnadenbild der thronenden Muttergottes, eine Kopie aus der zweiten Hälfte des 17. Jahrhunderts, die nach der ursprünglichen Skulptur aus der Zeit um 1400 angefertigt wurde. Seitlich am Altar stehen links die lebensgroßen Figuren des Karl Borromäus und die hl. Katharina und rechts Antonius von Padua und die hl. Barbara.
- Die Seitenaltäre wurden 1905 aufgestellt. Die Altarblätter von Johann Baptist Enderle und die Figuren der Altäre von 1727 wurden dabei wiederverwendet.
- Die Kanzel stammt von 1729. Der Korpus ist mit den Holzfiguren der vier Evangelisten und dem Salvator Mundi besetzt. Den Schalldeckel krönt der Engel des Jüngsten Gerichtes.
- In der Kirche werden 191 Votivbilder aufbewahrt, die aus dem 18. und 19. Jahrhundert stammen.

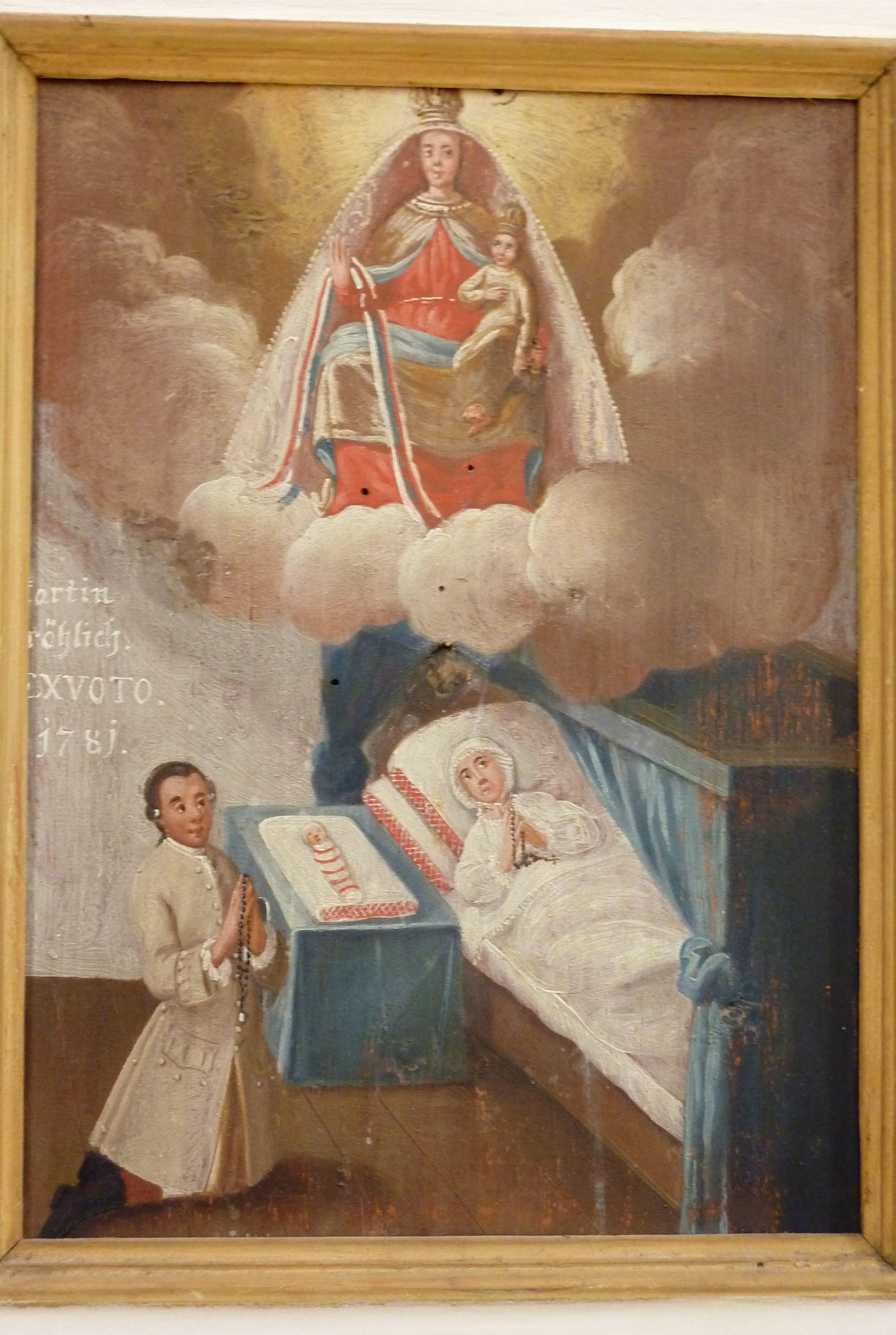
Votivbild
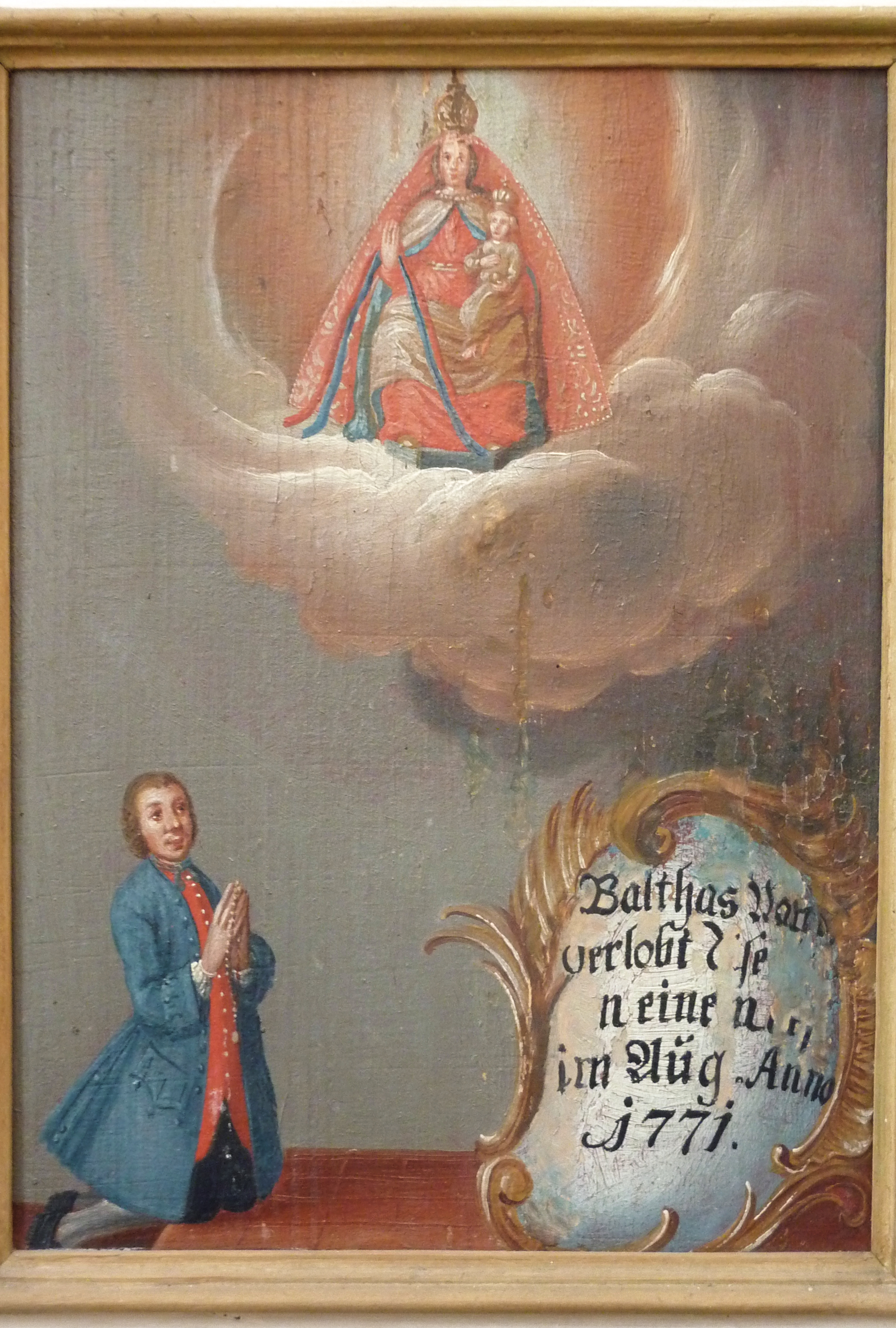
Votivbild
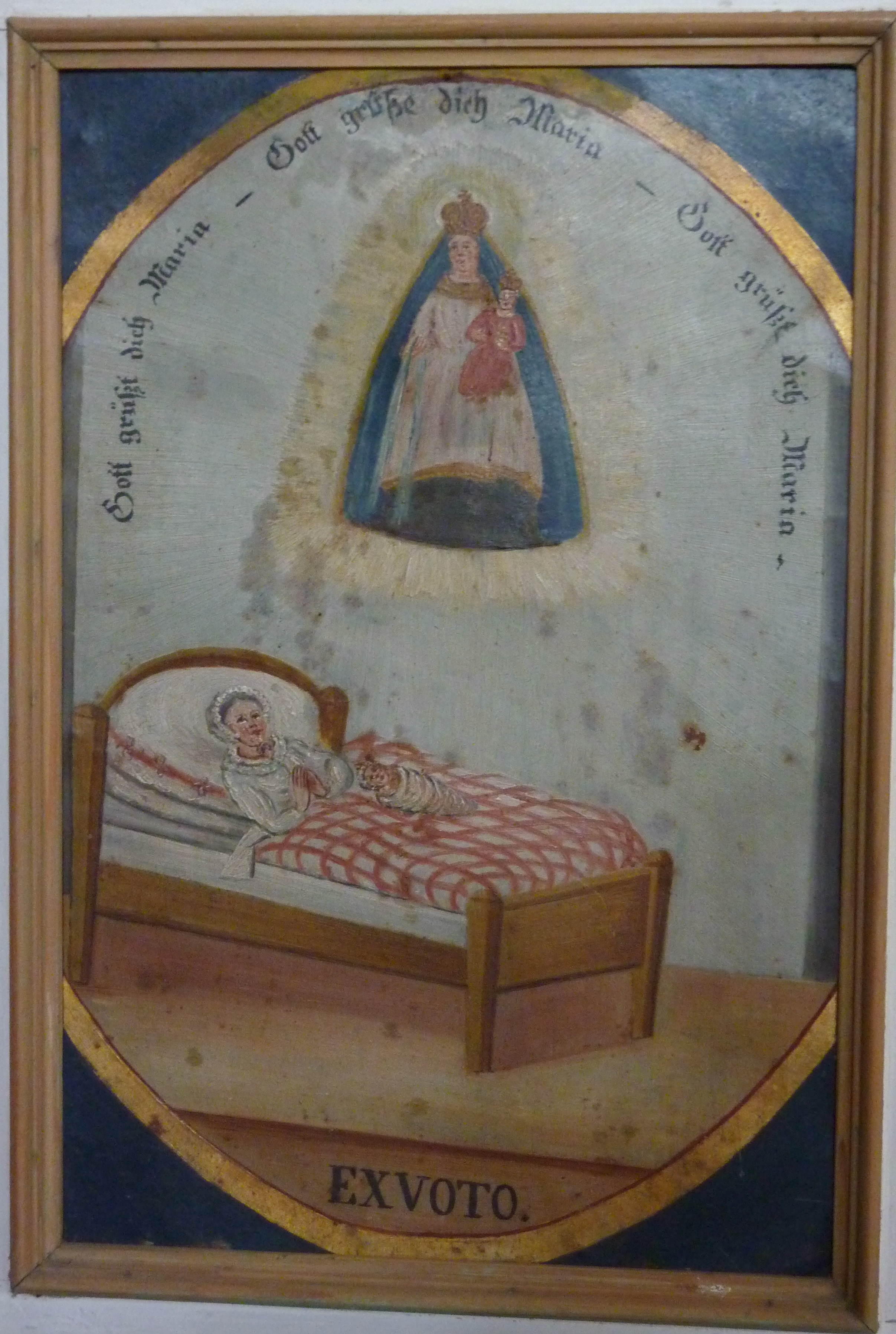
Votivbild
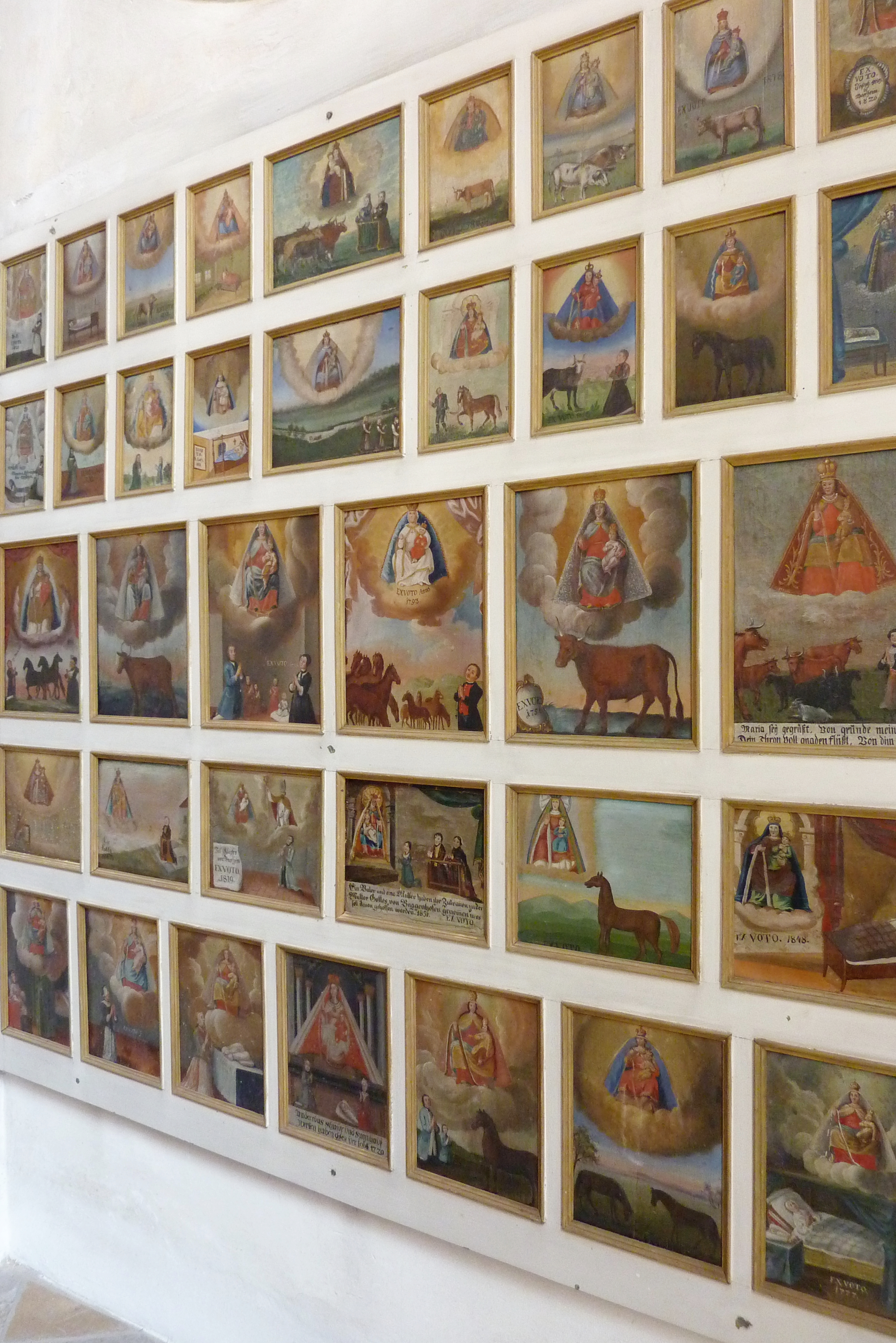
Votivbilder
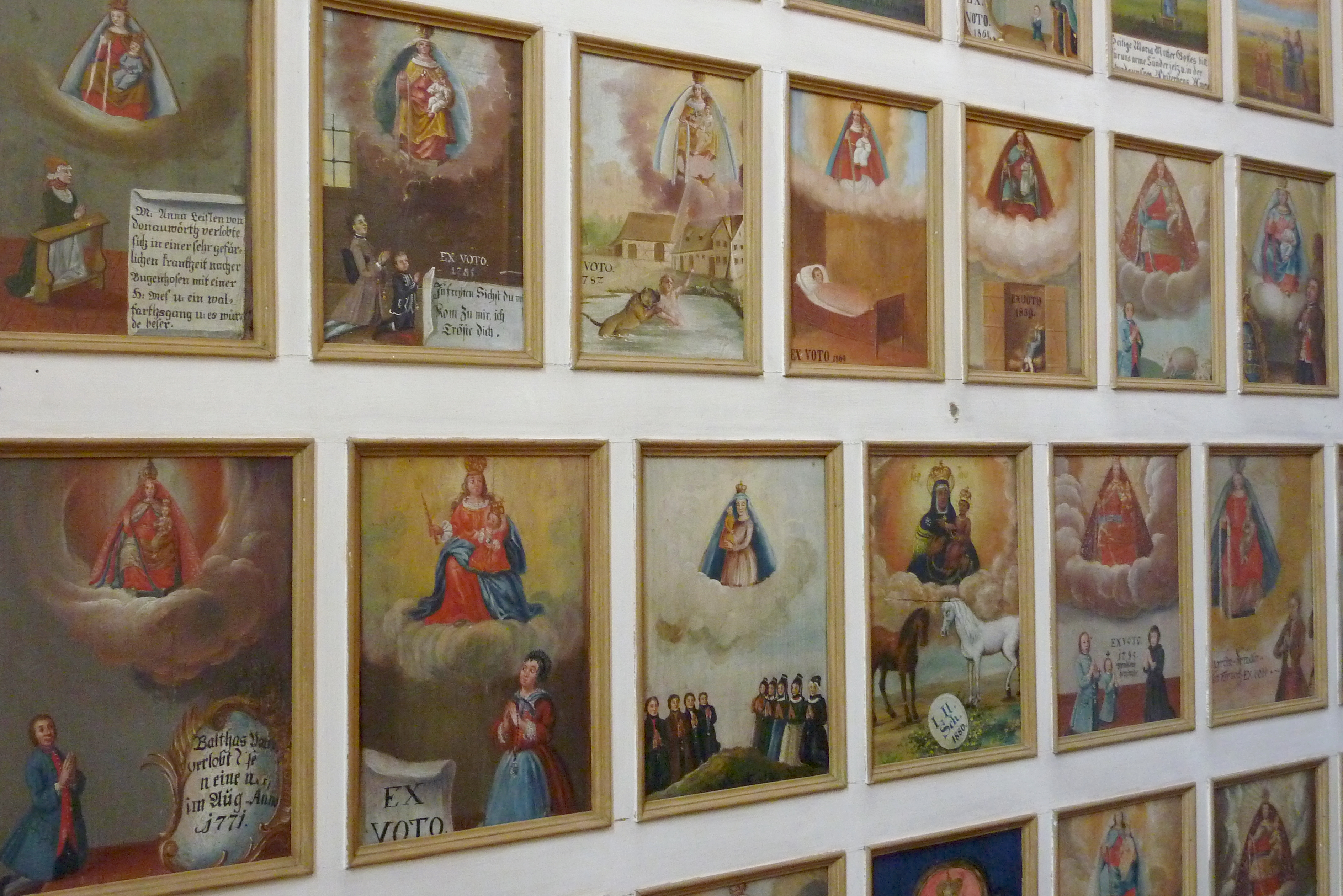
Votivbilder